# Colletes cognatus
Colletes cognatus är en biart som beskrevs av Maximilian Spinola 1851. Colletes cognatus ingår i släktet sidenbin, och familjen korttungebin. Inga underarter finns listade i Catalogue of Life.